# 日本軍『慰安婦』問題解決全国行動

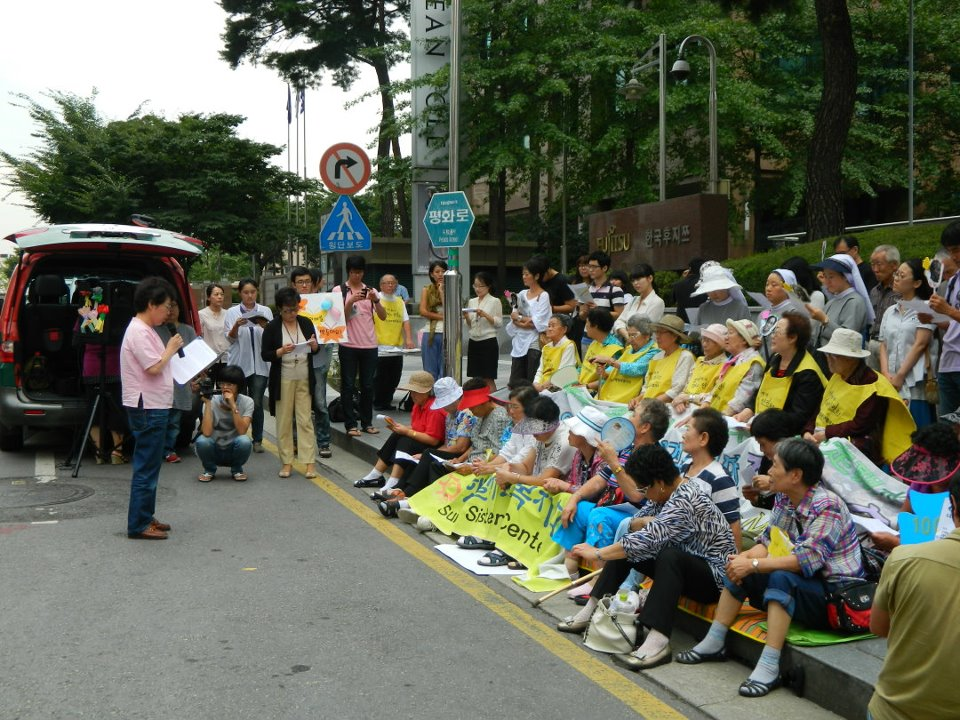
水曜デモの様子（2011年8月）

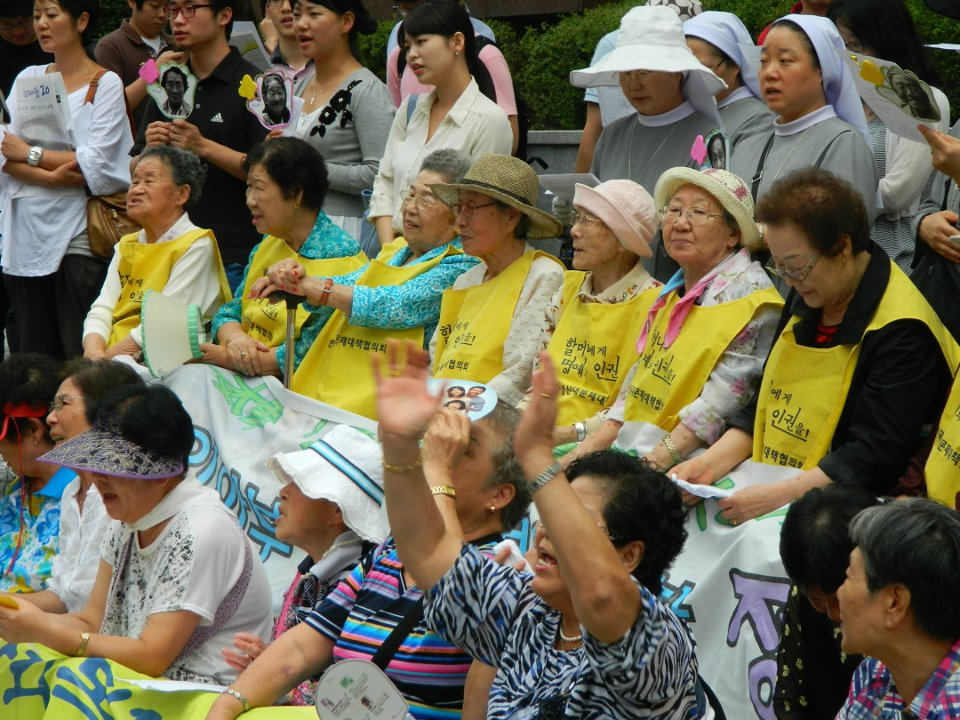
黄色のスローガンを身に付けている老婆が慰安婦とされる人達。金君子（黄色シャツ左から3人目）、金福童（同左から4人目）、吉元玉（同左から6人目）、李容洙（同左から7人目）（2011年8月）

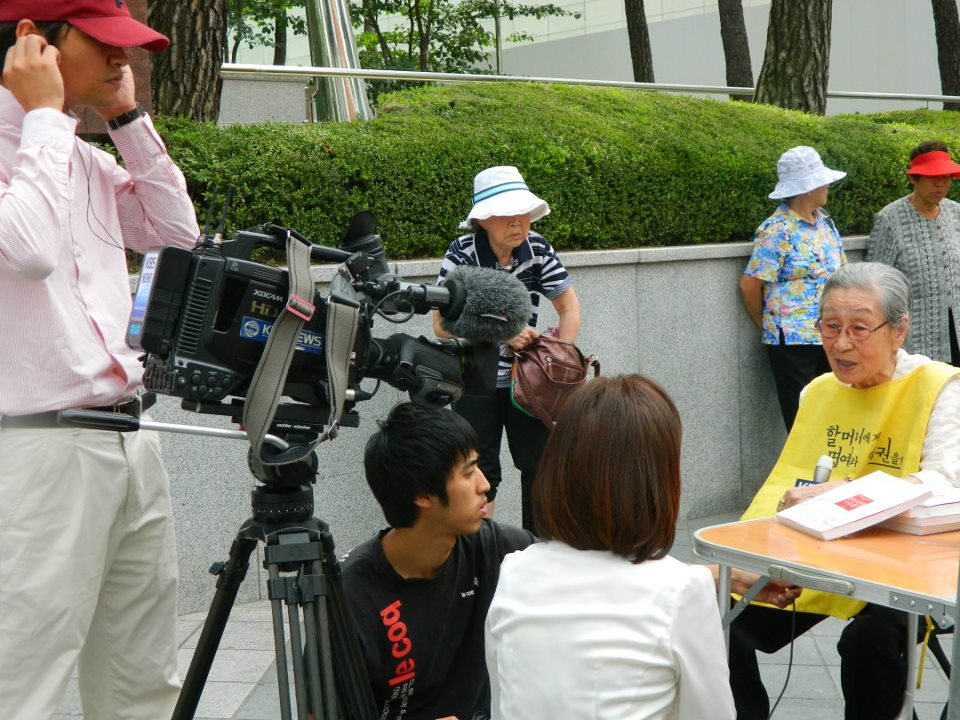
水曜デモにてKBS NEWSのインタビューに答える金福童（2011年8月）

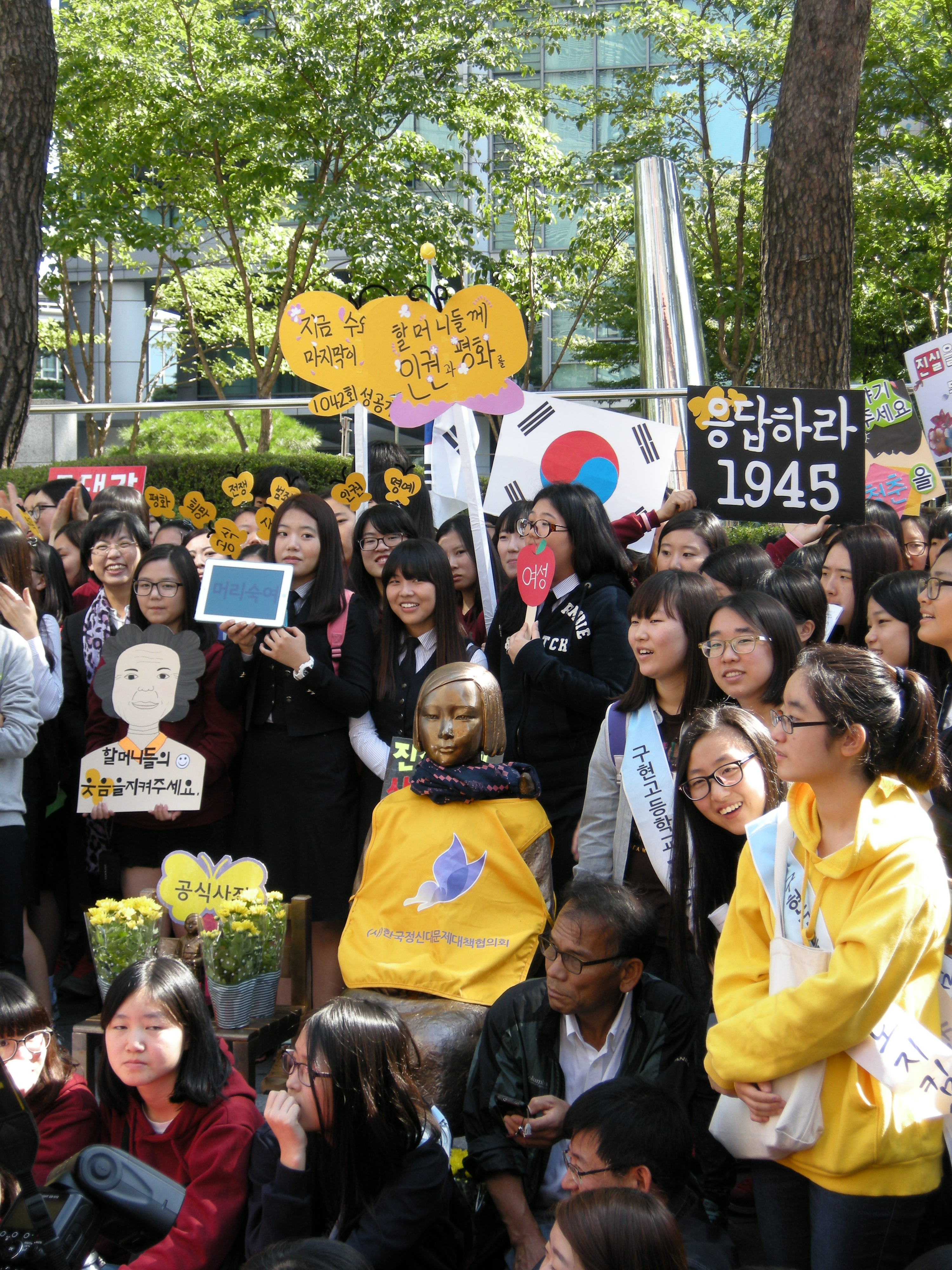
日本大使館前の慰安婦像を囲む水曜デモ参加者

日本軍『慰安婦』問題解決全国行動（にほんぐん「いあんふ」もんだいかいけつぜんこくこうどう、朝鮮語: 일본군 성노예제 문제 해결을 위한 정기 수요시위）とは、第二次世界大戦時における日本の慰安婦の一部、挺対協（現:正義連）、その支持者たちが、日本国政府からの公式謝罪および金銭的・法的賠償を要求するために開催している集会。1992年（平成4年）1月8日に開始され、以降水曜日に在大韓民国日本国大使館前で行われていることから、一般に「水曜デモ」「水曜集会」(朝鮮語: 수요집회)と呼ばれている。

## 水曜デモ
「日本軍性奴隷制問題解決のための正義記憶連帯（正義連）」（以前の団体の名称は「韓国挺身隊問題対策協議会（挺対協）」）の主催で行われることが多いが、学生団体や日本の団体が主催する場合もある。
「慰安婦たちの恨みが晴らされなければ、日本人は災難を免れないだろう」といった日本人に対するヘイトスピーチも見られる他、許しを請う日本の政治家を演じるパフォーマンスなどが公道上の観衆に披露される。
岡崎トミ子、郡和子といった韓国の主張に賛同する社民党や民主党、共産党、沖縄社会大衆党など国会議員など日本国内の左派が参加・支援してきた。日本国内でも、2011年12月には、外務省を人間の鎖で取り囲む「韓国水曜デモ1000回アクション in Tokyo」が開催され、これに反発する保守系の団体と対峙した。
2011年12月14日、ソウルの日本大使館前の公道に、無許可で水曜デモ1000回を記念する慰安婦像が建てられ、撤去を求める日本政府とこれを黙認する韓国政府との間で外交問題に発展した（詳細は「慰安婦像」を参照）。この日、過去最大の人数が日本大使館前に集まった。
既に韓国傘下の韓国学校は無償化されているのに、北朝鮮傘下の学校である朝鮮学校授業料無償化要求など慰安婦と関係ない韓国左派陣営のための主張が行われてきた。これには後に集会に行くのを辞めた元慰安婦からも批判が出ている。
大使館前では、水曜デモの他にも、各種の反日デモが毎日のように行われており、夏休みになると小中高生までが参加する。法律上、外国公館周辺100メートル以内は集会やデモが禁止されているが、韓国の行政当局は、外国大使館周辺でのデモや抗議集会を違法という自国法と国際法違反のデモなのに記者会見という名目で、日本大使館前に限り、こういった行為を黙認している。中華民国（台湾）でも、台北市婦女救援基金会の主導により、水曜デモが行われている。2015年7月1日、アメリカ合衆国首都ワシントンD.C.の日本大使館前で韓国系団体が中心となり、1185回目の水曜デモを行った。2020年、新型コロナウィルスの感染拡大を受け、1428回の水曜集会は初めて動画中継サービスを通じてオンライン上で行うことになり、以降は全てオンライン上での開催となっている。
2020年5月7日には集会に当初から参加していた李容洙が「支援団体のこれまでの活動は彼らの金銭的政治的利益のために慰安婦を利用しており、寄付金の用途も不明で、憎悪だけ招く水曜集会をなくすべきで、もう参加しない」と明らかにした。李容洙の不参加宣言以降も、正義連は予定通り水曜集会を行うとしており、5月13日の1439回水曜集会も予定通りオンラインで開催された。一方で、水曜集会に反対する保守系団体などが、周辺で正義連の解散などを求める抗議活動を行った。
2020年6月24日、水曜デモに反対する保守団体「自由連帯」が同じ場所で先に警察署に集会申告をしたため、正義連はこの日予定されていた第1445回水曜デモを初めて慰安婦像の前で開催できなくなった。現場では、保守団体に抗議して、正義連とは別の学生団体「反安倍反日青年学生共同行動」が慰安婦像と自分の体をひもで結びつけ、違法な座り込みを続けており、両者が対峙している。
2020年7月3日、鍾路区は3日午前0時から新型コロナウイルス感染拡大の防止を理由に、日本大使館前を含むエリアでの集会を全面的に禁止した。これにより、水曜デモとそれに反対するデモ双方が事実上開催できなくなった。既に2月から周辺の光化門広場などでは集会が禁止されていたが、日本大使館前だけはその指定エリアから除外されており、一部では正義連の水曜デモに行政が配慮していたと指摘されている。しかし、正義連や前述の「反安倍反日青年学生共同行動」は、集会が禁止された後も、記者会見名目や、違法性のないオンライン主体のトークショーだとして、日本大使館前で違法集会を続けている。
2020年7月30日、これまで水曜集会と正義連を批判してきた李容洙が、8月12日の水曜集会「第8回世界日本軍『慰安婦』をたたえる日　世界連帯集会記者会見」に出席するという、正義連側の見解が出された。しかし、本人は豪雨災害が全国的に多発していたことを理由に出席しなかった。
2023年3月1日、李容洙が3年ぶりに集会に参加し、大統領の尹錫悦に問題解決を求めた。

### 1000回記念水曜デモに参加した日本の国会議員
- 民主党
  - 今野東[21]
  - 稲見哲男[21]
  - 大河原雅子[21]
  - 大島九州男[要出典]
  - 那谷屋正義[要出典]
  - 工藤仁美[要出典]
  - 櫛渕万里[要出典]
- 社会民主党
  - 福島瑞穂[21]
  - 服部良一[21]
- 日本共産党
  - 高橋千鶴子[21]
  - 紙智子[21]
- 沖縄社会大衆党
  - 糸数慶子[21]

## 日本政府への要求
2015年4月、韓国挺身隊問題対策協議会を日本に招き、日本政府に対する要求を協議して、以下の案を発表した。
- 日本政府が、日本政府と軍が軍施設として慰安所を立案・設置・管理・統制したこと
- 女性が本人の意思に反して慰安婦になり、慰安所などでの強制的な状況に置かれていたことなどの事実を認めること
- 覆すことができない明確かつ正式な方法で謝罪すること
- 謝罪の証拠として被害者に賠償すること
- 慰安婦関連の内容を教科書に記述すること

この提案では、以下の案も検討されたが、日本政府との妥結を優先して除かれた。
- 日本の国会決議による謝罪
- 日本政府の法的責任を認めること
- 責任者の処罰

## 批判
沈美子ら33名の元慰安婦らは「慰安婦たちに寄付金や収益を回さないで慰安婦らを食い物にしている」と挺対協とナヌムの家とは別の慰安婦組織「世界平和無窮花会（ムクゲの会）」を結成した。2004年3月13日に、沈美子ら13人の元慰安婦は、慰安婦たちを利用する組織らの解散を目指し、彼らの運動の資金源である募金を止めさせることと、日本大使館前で行われる水曜集会を止めさせるために「募金行為及びデモ禁止の仮処分申請」を申立てる裁判を起こしている。
2020年には、初期から参加してきた李容洙が正義連の不正を告発し、今後は水曜集会には参加しないと表明。集会についても、憎しみと傷だけを教える内容になったとして、無くすべきと述べた。

## 衰退
中央日報は、慰安婦問題日韓合意後は2016年1月に行われた水曜集会では、国定教科書の反対・国家保安法の廃止・朴槿恵政権糾弾・セウォル号真相究明・労働法改悪阻止など、慰安婦問題以外の主張が行われた一方で「本来の慰安婦問題解決のために何をどのようにするべきかについての議論はどこかに消えてしまった」と報じている。朴槿恵大統領を支持する保守団体の父母連合が慰安婦合意を容認する集会を日本大使館前で開催しようとし、水曜デモの参加団体と小競り合いになる事態も起きている。
2020年8月12日に開催された水曜集会の参加者は100人に満たない規模で、内容も反日、反米、検察や保守メディアへの攻撃といった、慰安婦問題以外の主張が占めた。
2021年に金学順公開証言30周年イベントを開催したが、動員できる組織は「希望のたね基金」「日本軍『慰安婦』問題の解決をめざす北海道の会」「「慰安婦」問題解決オール連帯ネットワーク」「旧日本軍による性的被害女性を支える会」「日本軍「慰安婦」問題・関西ネットワーク」「「慰安婦」問題を考える会・神戸」「日本軍「慰安婦」問題を考える会・福山」「日本軍「慰安婦」問題解決ひろしまネットワーク」「『慰安婦』問題を考える会・しが(準備会)」など10団体を下回る規模となった。